# Добряницька сільська рада
| Добряницька сільська рада — колишній орган місцевого самоврядування у Перемишлянському районі Львівської області з адміністративним центром у с. Добряничі. Історична дата утворення: в 1975 році. Сільській раді були підпорядковані населені пункти: - с. Добряничі - с. Плоска - с. Тучне |

## Склад ради
Рада складалася з 12 депутатів та голови.

### Керівний склад ради
| ПІБ                           | Основні відомості                                                 | Дата обрання | Дата звільнення |
| ----------------------------- | ----------------------------------------------------------------- | ------------ | --------------- |
| Винницький Зеновий Михайлович | Сільський голова, 1957 року народження, освіта, безпартійний      | 26.03.2006   | 31.10.2010      |
| Винницький Зеновій Михайлович | Сільський голова, 1957 року народження, освіта вища, безпартійний | 31.10.2010   |                 |

Примітка: таблиця складена за даними джерела